# Печоркіно (Гур'євський округ)
Печо́ркіно (рос. Печёркино) — село у складі Гур'євського округу Кемеровської області, Росія.
Стара назва — Печоркіна.

## Населення
Населення — 166 осіб (2010; 144 у 2002).
Національний склад (станом на 2002 рік):
- росіяни — 96 %